# 堺市立晴美台中学校
堺市立晴美台中学校（さかいしりつ はるみだいちゅうがっこう）は、大阪府堺市南区にある公立中学校。
泉北ニュータウン泉ヶ丘地区とその周辺の農村部を校区とする。1972年に新設開校した。

## 沿革
- 1972年4月1日 - 堺市立晴美台中学校として、現在地に開校。
- 1972年6月24日 - 校章制定。
- 1974年2月1日 - 校歌制定。
- 1977年7月31日 - 体育館落成。
- 1978年9月2日 - プール竣工。
- 1991年12月3日 - コンピュータ教室設置。

## 通学区域
- 堺市立はるみ小学校と堺市立槇塚台小学校の通学区域。

堺市南区 晴美台、岩室、槇塚台1・3・4丁、槇塚台2丁（一部）、釜室（一部）、逆瀬川、畑（一部）。

## 著名な出身者
- 宮田てつじ - 漫才師（シャンプーハット）
- 黒田俊介 - 歌手（コブクロ）
- 清水健 - 元読売テレビアナウンサー

## 交通
- 南海泉北線 泉ケ丘駅 南東へ約30分。
- 南海泉北線 泉ケ丘駅（南）から南海バスで槙塚台3丁バス停下車。
  - 1番乗り場近大病院前経由金剛駅前行き（泉北コミュニティバス）
  - 3番乗り場槙塚台右回り
  - 4番乗り場晴美台左回り
  - 6番乗り場岩室経由金剛駅前行き